# 池田町立八幡小学校
池田町立八幡小学校（いけだちょうりつ やわたしょうがっこう）は岐阜県揖斐郡池田町八幡にある小学校。

## 沿革
- 1872年（明治5年） - 是不農舎が開校。八幡村、田畑村、山洞村、片山村、江渡村、市橋村、藤代村の児童が通学する。
- 1874年（明治7年） - 
  - 市橋村が離脱し、不破郡赤坂村の公立含弘義校[1]へ転出する。
  - 田畑村と山洞村が離脱し、田畑学校を開校する。
- 1875年（明治8年） - 是不農舎が至誠学校に改称する。
- 1876年（明治9年） - 至誠学校が八幡学校に改称する。市橋村が八幡学校に転入する。
- 1882年（明治15年） - 田畑学校が八幡学校田畑分校となる。
- 1893年（明治26年） - 田畑分校が廃止され、田畑村と山洞村は温知尋常小学校[2]へ転出する。藤代村に藤代分校を設置。
- 1897年（明治30年） - 
  - 八幡村、片山村、市橋村が合併し、八幡村が発足。
  - 藤代分校を廃止。温知尋常小学校へ転出する。
- 1901年（明治34年） - 八幡尋常高等小学校に改称する。
- 1918年（大正7年） - 農業補習学校を併設する。
- 1930年（昭和5年） - 青年訓練所を併設する。
- 1935年（昭和10年） - 農業青年学校を併設する。
- 1941年（昭和16年） - 八幡国民学校に改称する。
- 1947年（昭和22年） - 八幡村立八幡小学校に改称する。揖斐郡学校組合立揖南中学校八幡分校を併設。
- 1949年（昭和24年） - 揖南中学校八幡分校を廃止。
- 1955年（昭和30年）4月1日 - 池田町、八幡村、宮地村が合併し、改めて池田町が発足。同時に池田町立八幡小学校に改称する。
- 1956年（昭和31年） - 旧・市橋村南部が分離し、不破郡赤坂町に編入される。これにより一部の児童が赤坂町立赤坂小学校へ転出する。
- 1964年（昭和39年） - 新校舎（鉄筋コンクリート造）が完成。

## 学校周辺
- 池田温泉
- 国道417号

## 最寄駅
- 養老鉄道養老線「池野駅」徒歩約30分

## 卒業生
- 石原詢子[3]（演歌歌手）-五木ひろし、野口五郎、流れ星らとともに飛騨・美濃観光大使を務める[4]。